# Franjo Tuđman
Franjo Tuđman ( ? i  escolteu-ne la pronunciació en croat) (Veliko Trgovišće, 1922 - Zagreb, 1999) va ser el primer president de Croàcia durant els anys 1990.

## Joventut
Nascut a Veliko Trgovišće (Regne dels Serbis, Croats i Eslovens) el 14 de maig de 1922, als 19 anys es va unir als partisans de Josip Broz Tito, de qui n'arribà a ser amic personal. Un cop acabada la guerra, era el general més jove de l'Exèrcit Popular Iugoslau (JNA), amb tan sols 23 anys. En acabar la guerra Tudjman va treballar al Ministeri de Defensa a Belgrad, entrant a l'acadèmia militar el 1957.

## Dissidència
El 1957 va escriure Rat protiv rata (Guerra contra la guerra), descripció de les tàctiques guerreres partisanes. President del Partizan de Belgrad entre 1958 i 1961. Tudjman va deixar el servei actiu de l'exèrcit el 1961 per fundar l'Institut za historiju radničkoga pokreta Hrvatske ("Institut per a la Història dels Treballadors de Croàcia Moviment"), del que en fou director fins al 1967. Aquell any va escriure una Declaració sobre la llengua literària croata, de caràcter separatista del serbocroat oficial. Més tard escriví Velike ideje i mali narodi (Grans idees i petites nacions) on s'enfrontà a la teoria de nacionalitat oficial iugoslava. Alhora, formà part del moviment anomenat Masovni Pokret o Maspok (Poder de Masses), que protagonitzà l'anomenada Hrvatsko proljeće o Primavera croata de 1971.
El 1971 empresonat per dos anys per activitats nacionalistes, i de nou condemnat a 3 anys pels mateixos motius el 1981. En el seu llibre Bespuca povijesne zbiljnosti (Els horrors de la guerra) va minimitzar el genocidi ustaixa.

## Independència croata
En els 1990 va liderar el partit Unió Democràtica Croata (HDZ-Hrvatska Demokratska Zajednica) que va encapçalar el moviment independentista croat dels anys noranta. La HDZ va assolir agrupar a la majoria absoluta del poble croat tant a Croàcia com a Bòsnia i Hercegovina a les primeres eleccions democràtiques, just després de la caiguda del comunisme en la SFRJ, celebrades el 1990.
Així es convertia en el president del país. El seu objectiu va cristal·litzar el 30 de maig de 1990, a través d'un Referèndum nacional per la Independència de Croàcia. Va frenar hàbilment l'Exèrcit Iugoslau, en aquells moments molt superior en armes, amb la combinació d'armisticis i defensa del territori del país. Després que les forces internacionals de UNPROFOR finalment s'interposessin entre l'autoproclamat estat serbi dintre de Croàcia i les forces croates, Tudjman va decidir organitzar i armar l'Exèrcit Croat- (HV), preparant per al 1995 les operacions Bljesak i Oluja (tempesta), amb les quals va recuperar la integritat territorial del país.
Els seus detractors, com Stjepan Mesić, l'acusen de no haver comprès la situació de Bòsnia i Hercegovina i la realitat nacional dels bosnians, que van provocar una guerra entre els bosniocroats dirigits des de Zagreb (els Croats de Bòsnia i Hercegovina) i els Bosnians, durant l'Agressió a Bòsnia i Hercegovina. Els bosnians no volien que cap part de Bòsnia i Hercegovina fos separada i annexada a Croàcia. Uns altres l'acusen d'haver negociat directament amb Slobodan Milošević la divisió de Bòsnia i Hercegovina entre Croàcia i Sèrbia, tal com asseguren testimonis de l'època i proves contra l'acusació de Milošević, entre d'altres, per genocidi al ICTY.
Fou reescollit dues vegades i romandria al poder fins a la seva mort a finals del 1999. Fora del seu país, el seu cognom es lletreja també "Tudjman".
Va morir a Zagreb (Croàcia) el 10 de desembre de 1999.

## Llibres publicats
- Rat protiv rata (1957, "Guerra contra la guerra")
- Bespuca povijesne zbiljnosti (1989, "Els horrors de la guerra")